# Пушкарьов Валентин Іванович
Валенти́н Іва́нович Пушкарьо́в (* 6 (18) лютого 1900, Пастухівська Рудня, Донбас — † 27 листопада 1966, Харків) — український архітектор.
1929 року закінчив Харківський художній інститут.
Заступник директора ХІІКБ з навчальної та наукової роботи в 1943—1944 роках, завідувач кафедрою архітектурного проектування — 1944, декан будівельного факультету в 1940—1941 та 1947 роках.

## Споруди
- Житловий будинок заводу «Південсталь» у Харкові (1929—1930).
- Червонозаводський театр у Харкові (1931—1938, у співавторстві).